# Giorgi Javakhia

a Compétitions nationales et continentales officielles uniquement.

b Matchs officiels uniquement.
Dernière mise à jour le 24 juillet 2025.
Giorgi Javakhia, né le 24 septembre 1996 à Tbilissi (Géorgie), est un joueur international géorgien de rugby à XV. Il évolue actuellement au poste de deuxième ligne au sein de l'effectif du FC Grenoble.

## Biographie
Giorgi Javakhia rejoint le centre de formation du Lyon OU en 2015.
En avril 2016, à seulement 19 ans il dispute son premier match en professionnel en Pro D2 avec son club formateur.
En 2018 il rejoint le Stade aurillacois.
En février 2019, à 22 ans il dispute son premier match international en championnat international d'Europe avec la Géorgie.

## Palmarès

### En club
- Championnat de France de Pro D2 :
  - Champion (1) : 2016 (Lyon OU)
  - Finaliste (2) : 2024 et 2025 (FC Grenoble)

### En sélection nationale
- Vainqueur du championnat d'Europe en 2019, 2020, 2021, 2022, 2024 et 2025 avec l'équipe de Géorgie.